# 丘山新
丘山 新（おかやま はじめ、法名＝願海、1948年6月 - 2022年4月25日）は、日本の仏教学者、浄土真宗本願寺派の僧侶。東京大学東洋文化研究所教授、浄土真宗本願寺派総合研究所所長、中央仏教学院学院長。専門は仏教思想。東京都出身。

## 経歴

### 学歴
1948年6月、東京都に生まれる。1972年に京都大学理学部物理学科卒業、東京大学大学院人文科学研究科印度哲学專門課程修士課程進学。1976年に同課程修了。1979年に同博士課程を単位取得の上退学。1980年から1982年にかけ北京大学、中国社会科学院に留学。

### 職歴
1979年に財団法人東方研究会専任研究員に、1986年に日本大学文理学部専任講師に就任。1990年に東京大学東洋文化研究所助教授に転籍。1992年にミュンヘン大学客員研究員。1994年に東京大学教授昇任。翌1995年に大学院人文社会系研究科教授を兼務。
2012年に東京大学教授を退職、翌2013年に浄土真宗本願寺派で得度。浄土真宗本願寺派総合研究所副所長就任、2015年同所長昇任、2022年4月、中央仏教学院学院長に就任、同月25日に還浄。
名古屋大学、明治大学、上智大学、東京都立大学、二松学舎大学大学院で客員教授・非常勤講師。

### 学会歴
- 日仏東洋学会 - 理事
- 東西宗教交流学会 - 理事
- 日本印度学佛教学会 - 理事

## 家族
妻に音楽評論家の丘山万里子。

## 著書
- 『菩薩の願い - 大乗仏教のめざすもの-』（日本放送出版協会、2005年→2007年）

### 監修書
- 『いちばん親切な般若心経の教科書』（森大衛書、新星出版社、2010年）

### 共著
- 『アジアの幸福論』（丘山万里子と、春秋社、2005年）

### 訳書
- 『定本中国仏教史』1-3（任継愈著、柏書房、1992年 - 1994年）

### 共訳書
- 『現代語訳「阿含経典」 - 長阿含経 -』1-6（平河出版社、1995年 - 2002年）

### 解説
- 『悟りと解脱』（玉城康四郎、法藏館、1999年→2021年文庫化）[2]

### 論文
- 丘山新「『大阿弥陀経』訳者に関する一仮説」『印度學佛教學研究』第28巻第2号、日本印度学仏教学会、1980年、735-738頁、doi:10.4259/ibk.28.735、ISSN 00194344。
- 丘山新「『阿弥陀過度人道経』-経題とその思想-」『印度學佛教學研究』第35巻第1号、日本印度学仏教学会、1986年、68-71頁、doi:10.4259/ibk.35.68、ISSN 0019-4344。
- 丘山新「「閉じられた自己」から「開かれゆく自己」へ : 仏教における自己と他者」『東洋文化研究所紀要』第117巻、東京大学東洋文化研究所、1992年3月、533-586頁、doi:10.15083/00027159、ISSN 05638089。
- 丘山新, 衣川賢次, 小川隆「『祖堂集』牛頭法融章疏證 : 『祖堂集』研究會報告之一」『東洋文化研究所紀要』第139巻、東京大学東洋文化研究所、2000年3月、39-83頁、doi:10.15083/00027057、ISSN 05638089。
- 丘山新「大乗仏教における他者の発見」『印度學佛教學研究』第50巻第2号、日本印度学仏教学会、2002年、885-879頁、doi:10.4259/ibk.50.885、ISSN 0019-4344。
- 丘山新「国際連携漢籍資料庫の夢 : 漢籍のデジタル化について」、東洋文化研究所、2008年3月。

## 科研費
- KAKEN>丘山新
- 「https://kaken.nii.ac.jp/ja/grant/KAKENHI-PROJECT-11164215 仏教における主要概念のインド・中国・日本における伝承と受容]